# Arztbibliothek
Die digitale Arztbibliothek war ein medizinisches Wissensportal, das von 2009 bis 2015 vom Ärztlichen Zentrum für Qualität in der Medizin (ÄZQ) als Teil des ÄZQ-Leitlinienprogramms betrieben wurde.
Die Arztbibliothek (AB) bot als webbasierte Bibliothek freien und kostenlosen Zugang zu unabhängigem und geprüftem medizinischen Wissen, insbesondere auch zu medizinischen Leitlinien.